# Litva
Litva (phiên âm: Lít-va; tiếng Litva: Lietuva [lʲɪɛtʊˈvɐ]), tên chính thức là Cộng hòa Litva (tiếng Litva: Lietuvos Respublika) là một quốc gia thuộc khu vực châu Âu theo thể chế cộng hòa. Theo sự phân chia của Liên Hợp Quốc, Litva được xếp vào nhóm Bắc Âu. Litva giáp với Latvia về phía bắc, giáp với Belarus về phía đông nam, giáp với Ba Lan và tỉnh Kaliningrad thuộc Liên bang Nga về phía tây nam và giáp với biển Baltic về phía tây. Địa hình của Litva khá bằng phẳng và thấp, không có điểm nào có độ cao vượt quá 300 mét. Khí hậu của nước này tương đối ôn hòa. Đất nước Litva có rất nhiều rừng cây, sông suối và một nguồn tài nguyên đất đai màu mỡ. Theo số liệu vào năm 2025, dân số Litva là gần 2.9 triệu người, mật độ dân số là khoảng 44 người/km².
Litva là một quốc gia có lịch sử lâu đời tại châu Âu. Quốc gia này chính thức xuất hiện trong lịch sử từ năm 1009 và sau đó đã phát triển thành Đại Lãnh địa Litva hùng mạnh. Trong khoảng thời gian 1569–1795, Litva cùng với Ba Lan thành lập một quốc gia với tên gọi Liên bang Ba Lan – Litva. Khi liên bang tan rã, Litva trở thành một phần của Đế chế Nga cho đến năm 1918, khi nước này tuyên bố thành lập nền cộng hòa. Sau hiệp ước Xô-Đức (1939), Liên Xô đã thu hồi Tây Belarus và trả lại vùng đất Vilnius cho Litva, nhưng năm 1940 đến lượt Litva, cũng như Estonia sáp nhập vào Liên Xô, rồi Đức Quốc xã chiếm đóng năm 1941. Sau thế chiến thứ hai, Litva đã trở thành một phần của Liên Bang Xô-viết với tên gọi Cộng hòa Xã hội Chủ nghĩa Xô viết Litva. Sau khi Liên Bang Xô Viết sụp đổ vào năm 1991, Litva trở thành một quốc gia độc lập
Ngày nay Litva là một nước cộng hòa theo thể chế cộng hòa nghị viện, đứng đầu là tổng thống. Nước này là thành viên của nhiều tổ chức quốc tế như Liên Hợp Quốc, NATO, Tổ chức Thương mại Thế giới. Vào ngày 1 tháng 5 năm 2004, Litva đã chính thức trở thành một thành viên của Liên minh châu Âu. Kinh tế Litva khá phát triển so với các nước Đông Âu lân cận. Thủ đô và cũng là thành phố lớn nhất ở Litva là Vilnius.

## Lịch sử

### Thời kỳ tiền sử

Bản đồ các bộ lạc Baltic vào năm 1200

Sau khi băng tan, con người đã xuất hiện tại vùng đất mà ngày nay là Litva vào khoảng thiên niên kỷ thứ 10 trước Công nguyên. Họ đến từ hai hướng khác nhau, một từ bán đảo Jutland và một từ đất nước Ba Lan ngày nay, mang theo hai nền văn hóa khác nhau thể hiện trên những công cụ mà họ sử dụng. Những người này chủ yếu sống bằng nghề săn bắn và không thành lập những khu dân cư cố định. Sang thiên niên kỷ thứ 8 trước Công nguyên, khí hậu trở nên ấm áp hơn khiến rừng cây phát triển, các nguồn thức ăn ngày càng trở nên dồi dào. Vào thiên niên kỉ thứ 6 và thứ 5 trước công nguyên, con người tại đây bắt đầu thuần hóa các loài vật nuôi. Nền nông nghiệp xuất hiện tương đối muộn tại Litva, vào khoảng thiên niên kỉ thứ 3 trước công nguyên do thiếu các công cụ canh tác hiệu quả. Các nghề thủ công và thương mại bắt đầu xuất hiện. Các dân tộc thuộc nhóm Ấn – Âu đã đến đây vào khoảng năm 2500 trước Công nguyên và đồng nhất thành các dân tộc Baltic khoảng 500 năm sau đó.
Người Litva là một nhánh của các dân tộc Baltic, bao gồm cả người Latvia và nhiều dân tộc khác nữa. Theo cuốn biên niên sử của tu viện thành phố Quedlinburg, đất nước Litva đã chính thức xuất hiện trong lịch sử vào ngày 14 tháng 2 năm 1009. Trong thế kỷ XI, Litva gồm nhiều vùng đất nhỏ phải triều cống cho Kievan Rus. Nhưng sang thế kỷ XII, người Litva đã gây ra nhiều cuộc chiến tranh chinh phục và cướp bóc sang những vùng đất xung quanh, tiền đề để hình thành Đại Lãnh địa Litva sau này.

### Đại Lãnh địa Litva

Nhà thờ Mikalojus, nhà thờ cổ nhất Litva được xây dựng khoảng trước năm 1387

Trước sự đe dọa của ngoại bang, Mindaugas đã thống nhất các dân tộc Baltic lại và đánh thắng người Livonia trong trận Saule vào năm 1236. Ngày 6 tháng 6 năm 1253, ông đã lên ngôi vua của Litva và đất nước được tuyên bố với tên gọi Vương quốc Litva. Tuy nhiên, Mindaugas đã bị người cháu trai của ông là Treniota sát hại. Vương quốc Litva rơi vào khủng hoảng và đất nước này đã bị tàn phá nặng nề trong các cuộc xâm lăng của người Mông Cổ vào các năm 1241, 1259 và 1275.
Năm 1316, vua Gediminas đã tiến hành khai phá và xây dựng lại đất nước Litva. Dưới sự trị vì của Gediminas, đất nước Litva đã trở nên hùng mạnh và dám thách thức với cả người Mông Cổ, lúc đó đang kiểm soát nước Nga. Bằng những cuộc chiến tranh chinh phục, lãnh thổ Litva đã mở rộng hơn bao giờ hết, trải dài từ biển Baltic đến biển Đen và bao gồm nhiều phần của nước Belarus và Ukraina ngày nay. Vào cuối thế kỷ XIV, Litva trở thành quốc gia rộng lớn nhất châu Âu.
Cuộc hôn nhân giữa nữ hoàng Jadwiga của Ba Lan và đại công tước Jogaila của Litva vào năm 1377 đã thành lập một liên minh quyền lực giữa Ba Lan và Litva nhằm chống lại mối đe dọa đến từ nước Phổ và Đại Lãnh địa Moskva. Trước đó, đại công tước Jogaila đã cải đạo và biến Litva trở thành một quốc gia theo Cơ đốc giáo. Ngày 2 tháng 2 năm 1386, Jogaila chính thức trở thành vua của Ba Lan. Điều đó có nghĩa là Ba Lan và Litva đã trở thành một quốc gia duy nhất, thế nhưng Đại Lãnh địa Litva vẫn giữ nguyên vị thế riêng của mình. Thời kỳ này, nhiều thành phố của Litva chịu ảnh hưởng của hệ thống luật pháp của người Đức, trong đó có Vilnius, thủ đô của Đại Lãnh địa Litva.
Vào thế kỷ XVI, những du học sinh Litva khi trở về đất nước đã mang theo một cuộc cách mạng văn hóa, được biết đến như Thời kỳ Phục hưng của Litva. Kiến trúc Ý được giới thiệu tại nhiều thành phố của nước này, đồng thời với việc nền văn học Litva viết bằng tiếng Latin nở rộ. Ngôn ngữ viết của tiếng Litva cũng được sáng tạo trong thời gian đó.

### Liên bang Ba Lan – Litva (1569–1795)

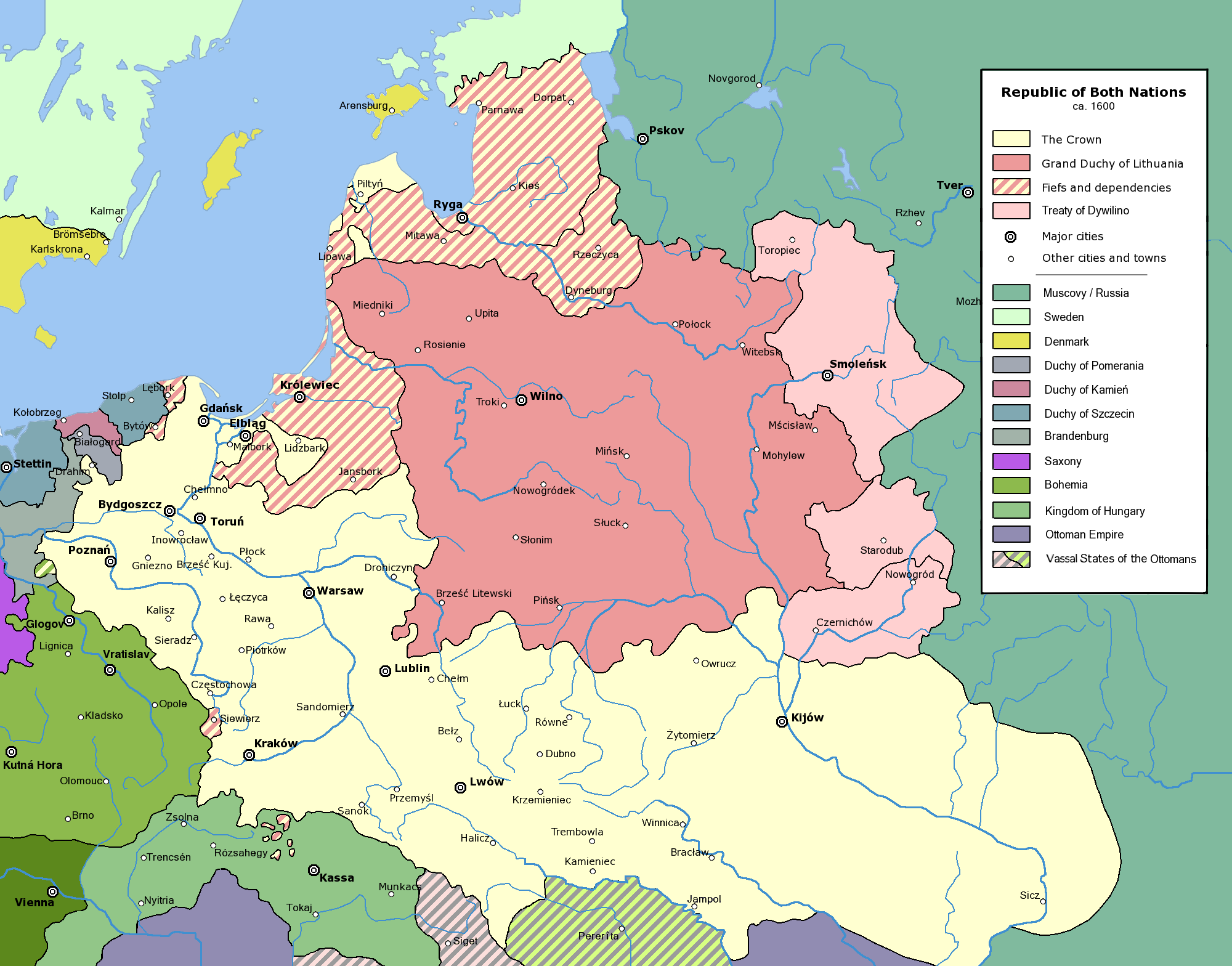
Bản đồ Liên bang Ba Lan – Litva thời kỳ mở rộng nhất năm 1630

Với sự đồng thuận của Hiệp ước Lublin năm 1569, một quốc gia thống nhất giữa Ba Lan và Litva được thành lập với tên gọi Liên bang Ba Lan – Litva, hay còn được biết đến như nền Cộng hòa thứ nhất của Ba Lan hoặc Cộng hòa Liên bang của Hai Quốc gia. Sự hợp nhất giữa Vương quốc Ba Lan với Đại Lãnh địa Litva đã hình thành nên một quốc gia có diện tích rộng lớn ở châu Âu và có vị thế chính trị đặc biệt quan trọng. Ngôn ngữ chính thức thời kỳ này là tiếng Ba Lan và tiếng Latin ở Vương quốc Ba Lan cùng với tiếng Ruthenia và tiếng Litva ở Đại Lãnh địa Litva. Tuy nhiên, Litva đã phải trải qua một quá trình Ba Lan hóa trên mọi mặt đời sống. Tầng lớp quý tộc và thượng lưu ở những thành phố lớn như Vilnius và Grodna lại thường hay sử dụng tiếng Ba Lan. Và đến năm 1696, tiếng Ba Lan đã trở thành ngôn ngữ chính thức tại Litva.
Sang thế kỷ XVIII, liên bang bắt đầu suy sụp bởi những cuộc khủng hoảng chính trị và xung đột. Bản Hiến pháp Ngày 3 tháng 5 năm 1791 đã đặt dấu chấm hết cho sự tồn tại của Liên bang Ba Lan – Litva. Những sự phân chia Ba Lan vào các năm 1772, 1793 và 1795 đã chứng kiến việc Litva bị xâu xé giữa Nga và Phổ.

### Thời kỳ thuộc Đế quốc Nga (1795–1914)
Sau sự phân chia lần thứ ba Ba Lan năm 1795, Đế quốc Nga đã kiểm soát phần lớn lãnh thổ của Litva, trong đó có thành phố Vilnius. Khoảng đầu thế kỷ XIX, nước Nga đã tỏ ra có thể chấp nhận sự tự trị của Litva nhưng điều này đã không thành hiện thực. Vào năm 1812, khi quân đội Pháp của Napoléon I tiến vào Litva, người Litva đã coi đó như những người mang hy vọng độc lập về cho Litva. Thế nhưng khi quân Pháp bị đánh bại bởi Nga, Sa hoàng Nikolai I đã ban hành hàng loạt đạo luật đồng hóa đối với Litva. Năm 1864, theo lệnh của Sa hoàng Aleksandr II, tiếng Litva và bảng chữ cái La Tinh chính thức bị cấm tại tất cả mọi trường học.
Tuy nhiên đến cuối thời kỳ này, tiếng Litva đã dần dần khôi phục sau một thời gian dài bị lãng quên. Thời điểm đó, tiếng Ba Lan và tiếng Nga là ngôn ngữ được sử dụng phổ biến trong tầng lớp thượng lưu. Phong trào phục hưng ngôn ngữ dân tộc xuất hiện trước trong tầng lớp nghèo khổ, rồi sau đó là những người giàu có. Những tờ báo bằng tiếng Litva đã ra đời tại Aušra và Varpas. Tiếng Litva được khôi phục và phát triển là một điều kiện để dẫn tới phong trào độc lập dân tộc sau này.

### Chiến tranh thế giới thứ nhất
Phong trào vận động dân tộc của Litva ngày càng phát triển mạnh mẽ trong Đế chế Nga đang suy tàn. Năm 1914, Chiến tranh thế giới thứ nhất bùng nổ. Vào năm 1915, Litva bị quân đội Đức chiếm đóng. Sự sụp đổ của Đế chế Nga trong cuộc Cách mạng tháng Mười Nga đã dẫn tới việc Litva tuyên bố thành lập một nền cộng hòa độc lập ngày 16 tháng 2 năm 1918 khi vẫn còn bị Đức chiếm đóng. Tháng 11 năm 1918, quân Đức thất bại và Litva trở thành một quốc gia độc lập. Ban đầu, vua Mindaugas II được tuyên bố là vua của Vương quốc Litva nhưng sau đó chính quyền Litva đã tuyên bố thành lập một nước cộng hòa.

### Litva giữa hai cuộc thế chiến (1918–1939)
Sau khi trở thành một nước cộng hòa độc lập vào năm 1918, Litva đã phải chiến đấu chống lại nhiều quốc gia lân cận để bảo vệ cho nền độc lập. Những người Bolshevik đã tấn công Litva từ phía đông tuy nhiên ngay sau đó chính phủ Litva ở thủ đô lâm thời Kaunas đã đẩy lùi quân đội Xô viết ra khỏi lãnh thổ. Tiếp đó, Litva lại có những xung đột về lãnh thổ với Ba Lan và Đức. Năm 1920, quân Ba Lan chính thức chiếm thành phố Vilnius của Litva.
Theo hiến pháp Litva, thành phố Vilnius là thủ đô của nước này mặc dù nó nằm trong lãnh thổ Ba Lan và cộng đồng người Litva tại thành phố này quá nhỏ bé, chỉ chiếm khoảng 3% dân số so với cộng đồng người Ba Lan và Do Thái đông đảo tại đây. Những xung đột về lãnh thổ giữa Litva với Ba Lan và Đức khiến tình hình nước này luôn bất ổn.

### Chiến tranh thế giới thứ hai
Theo Hiệp ước Xô-Đức được ký kết tháng 8 năm 1939, Litva nằm trong khu vực ảnh hưởng của Liên Xô. Năm 1940, Liên Xô gửi tối hậu thư cho Litva yêu cầu trục xuất và bắt giam một số chính trị gia quan trọng của Litva, đồng thời đòi triển khai các đơn vị quân đội Xô viết ngay trên lãnh thổ nước này. Chính quyền Litva đã quyết định chấp nhận tối hậu thư, mặc dù tổng thống Antanas Smetona phản đối và rời khỏi Litva sau đó. Ngày 15 tháng 6 năm 1940, 150.000 Hồng quân Liên Xô đã tiến vào lãnh thổ Litva khi quân đội Litva được yêu cầu không phản ứng lại. Ngay sau đó, một cuộc bầu cử đã diễn ra để thành lập chính quyền dân chủ nhân dân ở Litva và kết nạp nước này vào Liên bang Xô viết.
Chính phủ hiện nay ở Litva, Mỹ  Nghị viện châu Âu  tuyên bố rằng ba nước Litva, Latvia và Estonia bị Liên Xô chiếm đóng trái phép. Ngược lại theo quan điểm của Nga, thì vào thời điểm đó, người dân và chính phủ hợp pháp của các nước Baltic đã tình nguyện gia nhập Liên Xô. Họ và người Nga đã có quan hệ lâu bền, cùng thuộc một đất nước là Đế quốc Nga kể từ thập niên 1720 trở đi (tức là cùng lúc với việc Scotland và Anh thống nhất để hình thành Vương quốc Anh). Bộ trưởng Ngoại giao Nga Sergei Ivanov đã tuyên bố: "Nói rằng Liên Xô đã chiếm đóng các quốc gia vùng Baltic là vô lý và vô nghĩa. Người ta không thể chiếm một cái gì đó vốn thuộc về anh ta."
Franklin Roosevelt trong trao đổi với Joseph Stalin ngày 01/12/1943, cũng công nhận chủ quyền của Liên Xô ở vùng Baltic: "Tại Hoa Kỳ đang dấy lên nghi vấn về các nước cộng hòa Baltic thuộc Liên Xô, và tôi tin rằng công luận thế giới cho là các dân tộc của các nước cộng hòa này có một tương lai bấp bênh. Vì vậy, tôi hy vọng rằng Nguyên soái Stalin sẽ đi vào xem xét yêu cầu này. Cá nhân tôi không có nghi ngờ rằng người dân ở các nước này sẽ bỏ phiếu để gia nhập Liên Xô cũng như cùng nhau như họ đã làm vậy trong những năm 1940... Thực tế là dư luận không biết rõ lịch sử."
Cuối năm 1989, hai năm trước sự sụp đổ của Liên Xô, Đại hội Đại biểu Nhân dân Liên Xô đã chính thức lên án nội dung trong Hiệp ước Molotov-Ribbentrop về việc sáp nhập các nước vùng Baltic (Estonia, Latvia, Litva) là bất hợp pháp,. còn chính phủ Nga hiện nay thì phủ nhận hành động của Liên Xô là chiếm đóng 
Mặc dù Hoa Kỳ và Vương quốc Anh là các nước đồng minh của Liên Xô chống phát xít Đức trong Thế chiến II công nhận chủ quyền tại ba nước Baltic của Liên Xô tại Hội nghị Yalta năm 1945 nhưng đến thời kỳ Chiến tranh Lạnh, chính quyền của các nước phương Tây lại không công nhận việc này
Ngày 22 tháng 6 năm 1941, phát xít Đức xâm lược Liên Xô, tạo cơ hội cho Litva có một thời gian độc lập ngắn ngủi. Mặt trận Chính trị Litva (Lietuvos aktyvistų frontas) đã cố gắng thương lượng với phát xít Đức cho phép Litva được độc lập nhưng yêu cầu đó không được chấp nhận. Khi Đức tấn công Litva, chính phủ nước này đã nhanh chóng bị hạ bệ. Đến thời điểm ấy, người Litva mới nhận ra rằng, người Đức không hề muốn Litva được độc lập. Những khu trại tập trung để tàn sát người Do Thái được dựng lên ở rất nhiều nơi, lại có thêm sự tiếp tay của một số người Litva. Trước đó, Litva là một trong những cộng đồng người Do Thái hưng thịnh nhất tại châu Âu. Sau khi chiến tranh kết thúc, chỉ 9% người Do Thái tại Litva còn sống sót.
Năm 1945, Hồng quân Liên Xô chiếm lại Litva khỏi phát xít Đức. Litva lại trở thành một nước cộng hòa xô viết với sự đồng thuận của Mỹ và Anh.

### Thời kỳ thuộc Liên bang Xô viết (1945–1990)

Lá cờ của Cộng hòa Xã hội Chủ nghĩa Xô viết Litva

Trong thời kỳ này, nhiều người Litva đã cộng tác với Đức Quốc xã bị đi đầy sang Siberia và các vùng hẻo lánh khác của Liên Xô. Để đáp lại, hàng chục nghìn người Litva đã tham gia một tổ chức vũ trang du kích với tên gọi miško broliai để chống lại. Nhưng cuối cùng họ đã thất bại vào năm 1965.
Cho đến giữa năm 1988, mọi mặt chính trị, kinh tế và văn hóa của Litva đều nằm trong sự kiểm soát của Đảng Cộng sản Litva. Dưới sự lãnh đạo của những người trí thức, Phong trào Vận động Cải cách đã thành lập nhằm đòi các quyền tự do dân chủ cho Litva, tiến hành hợp pháp hóa chế độ đa đảng và tái sử dụng quốc kỳ và quốc ca riêng của dân tộc. Một bộ phận lớn thành viên của Đảng Cộng sản Litva cùng đồng tình với những cải cách này. Ngày 23 tháng 8 năm 1989, nhân kỉ niệm 50 năm Hiệp ước Xô-Đức, hai triệu người Estonia, Latvia và Litva đã nối thành một dải người từ Tallinn đến Vilnius, thể hiện tình đoàn kết của ba nước Baltic cùng chung nguyện vọng tách khỏi Liên Xô.

### Litva độc lập (từ năm 1991 đến nay)
Ngày 11 tháng 3 năm 1990, nước Cộng hòa Litva tuyên bố độc lập, tách khỏi Liên bang Xô viết. Ngày 15 tháng 3 năm 1990, Liên Xô bắt đầu ban hành cấm vận và tiến hành những hoạt động quân sự chống lại Litva. Quân đội Xô viết đánh chiếm các tòa nhà công cộng và đưa xe tăng vào thủ đô Vilnius, sau đó lập nên Ủy ban Bảo vệ Quốc gia nhằm trấn áp ý định ly khai tại nước này. Vào ngày 13 tháng 1 năm 1991, quân đội Xô viết tấn công tháp truyền hình Vilnius, làm chết 14 dân thường và làm bị thương 700 người. Những hoạt động quân sự của Liên Xô đã bị dư luận quốc tế chỉ trích mạnh mẽ. Trong khi đó, chính phủ của Litva vẫn hoạt động. Trong cuộc trưng cầu dân ý ngày 9 tháng 2 năm 1991, đại đa số người dân Litva đã bỏ phiếu tách khỏi Liên Xô, thành lập một nước Litva độc lập và dân chủ. Litva đã nhanh chóng được các nước phương Tây công nhận và thiết lập quan hệ ngoại giao, đầu tiên là Iceland. Cuối cùng, Litva chính thức được công nhận là một quốc gia độc lập vào ngày 6 tháng 9 năm 1991. Ngày này trở thành ngày quốc khánh của Litva. Đến năm 1993, quân đội Nga đã chính thức rút hết khỏi Litva.
Ngày 17 tháng 9 năm 1991, Litva trở thành một thành viên của Liên Hợp Quốc. Tiếp đến ngày 31 tháng 5 năm 2001, Litva chính thức trở thành thành viên thứ 151 của Tổ chức Thương mại Thế giới – WTO. Và đến ngày 1 tháng 5 năm 2004, cùng với 9 quốc gia Đông và Nam Âu khác, Litva trở thành một thành viên của Liên minh châu Âu (EU). Litva còn là một thành viên của NATO và có quan hệ chính trị gần gũi với các nước phương Tây.
Năm 2015, Văn phòng Tổng Công tố của Nga đang thẩm xét lại tính hợp pháp của việc Hội đồng Nhà nước Liên bang Xô viết trao nền độc lập cho ba nước Litva, Latvia và Estonia vào năm 1991. Đơn kiến nghị của hai nhà lập pháp thuộc đảng Nước Nga Thống nhất của Putin gửi tới các công tố viên cho rằng việc trao nền độc lập cho Litva, Latvia và Estonia là bất hợp pháp. Tổng thống Litva Dalia Grybauskaitė nói "nền độc lập của chúng tôi giành được bằng máu và sự hy sinh của người dân Litva. Không ai có quyền đe dọa. Chỉ có chúng tôi mới quyết định số phận của mình."
"Đề xuất kiểu này của những đại biểu Duma Quốc gia là hoàn toàn không thể chấp nhận được và phi lý," hãng thông tấn LETA của Latvia dẫn lời phát ngôn viên Bộ Ngoại giao nước này nói.
Latvia, Litva và Estonia có sắc dân thiểu số nói tiếng Nga và đã hoang mang vì tuyên bố của Putin cho rằng Moscow có quyền can thiệp quân sự nếu cần thiết để bảo vệ người nói tiếng Nga ở nước ngoài.

## Địa lý

### Lãnh thổ

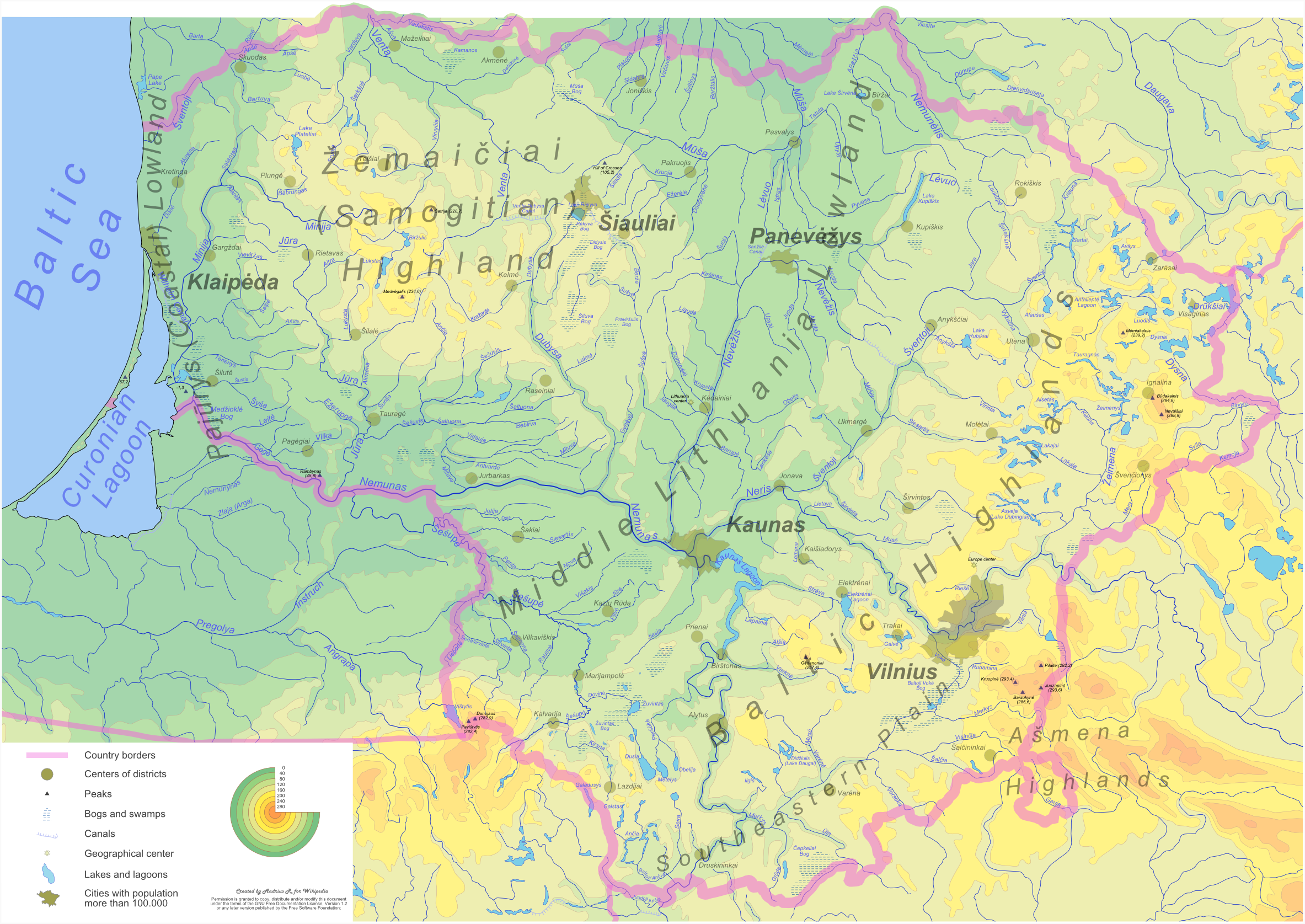
Bản đồ địa hình Litva

Litva được xếp vào nhóm Bắc Âu theo sự phân chia của Liên Hợp Quốc. Tuy nhiên đôi khi Litva cũng được coi là một quốc gia ở Đông Âu. Litva là một quốc gia có diện tích tương đối nhỏ, khoảng 65.200 km². Litva chia sẻ chung đường biên giới các quốc gia là Belarus (502 km), Latvia (453 km), Ba Lan (91 km), tỉnh Kaliningrad thuộc Nga (227 km). Đường bờ biển giáp với biển Baltic của Litva dài 99 km. Điểm thấp nhất ở Litva là mép nước tiếp giáp với biển Baltic (0 m), còn điểm cao nhất là đồi Aukštojas, cao 294 m.
Phân chia sử dụng đất ở Litva như sau:
- Đất trồng trọt: 35%
- Đồng ruộng: 12%
- Đồng cỏ: 9%
- Rừng: 31%
- Khác: 15 %[26]

### Địa hình
Litva nằm trong khu vực đồng bằng Đông Âu rộng lớn. Địa hình của nước này được hình thành khi kỉ Băng Hà kết thúc vào khoảng 22.000 đến 25.000 năm trước. Đất nước này có dạng địa hình hỗn hợp giữa những vùng đất thấp và cao nguyên. Phía tây nước này là khu vực cao nguyên Samogitia còn phía đông nam là cao nguyên Baltic. Giữa hai vùng cao nguyên này lại có một vùng đất thấp nằm ở trung tâm đất nước. Litva có một mạng lưới sông hồ rất dày đặc với 2883 hồ rộng trên 10.000 m² và 758 con sông dài trên 10 km. Những con sông dài nhất ở Litva là sông Nemunas bắt nguồn từ Belarus (dài 917 km), sông Neris (510 km), sông Venta (346 km), sông Šešupė (298 km). Tuy nhiên chỉ có khoảng 600 km đường sông phù hợp cho thuyền bè đi lại.
Mũi đất Kursh được hình thành ngoài khơi biển Baltic là một dải cát dài nối giữa Litva với tỉnh Kalinigrad thuộc Nga, chia cắt phá Kursh ra khỏi biển Baltic. Đây là nơi có thiên nhiên vô cùng đặc sắc và có nhiều cảnh quan hấp dẫn, thuộc về đồng thời cả hai nước Litva và Nga.

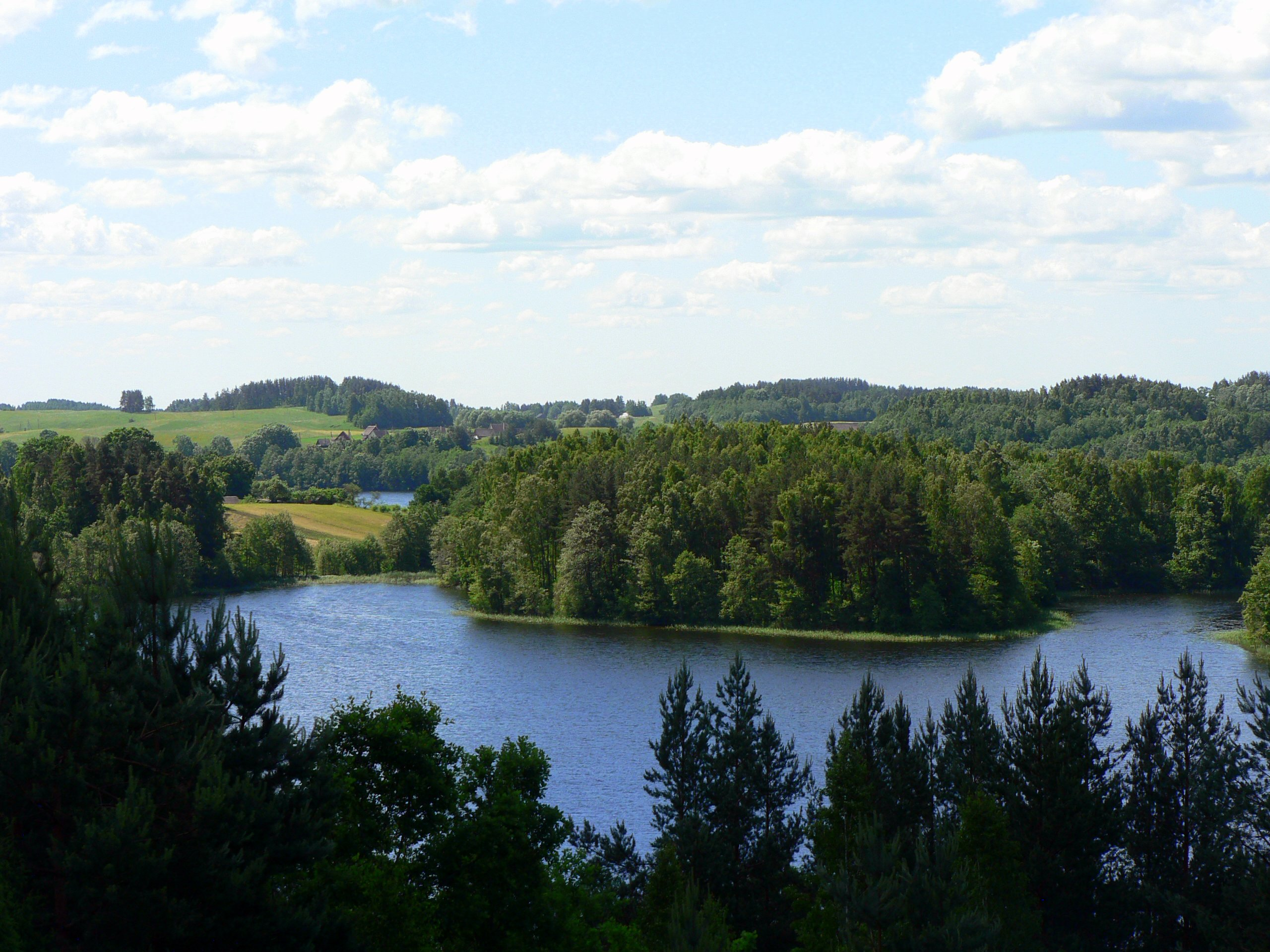
Vườn quốc gia Aukštaitija

### Khí hậu
Khí hậu của Litva là sự trung gian chuyển tiếp giữa khí hậu ôn đới hải dương và ôn đới lục địa. Thời tiết ở Litva tương đối dễ chịu và ôn hòa. Nhiệt độ trung bình tại bờ biển của Litva là khoảng 1,6 °C vào tháng 1 và 17,8 °C vào tháng 7. Còn tại thủ đô Vilnius tại phía đông Litva, nhiệt độ tháng 1 là 2,1 °C và tháng 7 là 18,1 °C. Lượng mưa trung bình hàng năm là 717 mm tại bờ biển và 490 mm tại vùng phía đông trong nội địa. Đất đai của Litva rất màu mỡ. Rừng cây chiếm khoảng 1/3 diện tích tại Litva với các loại cây chủ yếu là thông, vân sam, bu lô. Tuy nhiên cây sồi và tần bì thì ít gặp hơn. Rừng của Litva rất giàu nấm và các loại cây trái.
| Tháng                                   | 1             | 2             | 3             | 4            | 5           | 6           | 7           | 8           | 9           | 10           | 11           | 12            | Năm           |
| --------------------------------------- | ------------- | ------------- | ------------- | ------------ | ----------- | ----------- | ----------- | ----------- | ----------- | ------------ | ------------ | ------------- | ------------- |
| Cao kỉ lục °C (°F)                      | 12.6 (54.7)   | 16.5 (61.7)   | 21.8 (71.2)   | 31.0 (87.8)  | 34.0 (93.2) | 35.0 (95.0) | 37.5 (99.5) | 37.1 (98.8) | 35.1 (95.2) | 26.0 (78.8)  | 18.5 (65.3)  | 15.6 (60.1)   | 37.5 (99.5)   |
| Trung bình ngày tối đa °C (°F)          | −1.7 (28.9)   | −1.3 (29.7)   | 2.3 (36.1)    | 9.4 (48.9)   | 16.5 (61.7) | 19.9 (67.8) | 20.9 (69.6) | 20.6 (69.1) | 15.8 (60.4) | 9.9 (49.8)   | 3.5 (38.3)   | −0.1 (31.8)   | 9.5 (49.1)    |
| Trung bình ngày °C (°F)                 | −3.9 (25.0)   | −3.5 (25.7)   | −0.1 (31.8)   | 5.5 (41.9)   | 11.6 (52.9) | 15.2 (59.4) | 16.7 (62.1) | 16.1 (61.0) | 12.2 (54.0) | 7.0 (44.6)   | 1.8 (35.2)   | −1.7 (28.9)   | 6.2 (43.2)    |
| Tối thiểu trung bình ngày °C (°F)       | −6.3 (20.7)   | −6.6 (20.1)   | −2.8 (27.0)   | 1.5 (34.7)   | 7.0 (44.6)  | 10.5 (50.9) | 12.2 (54.0) | 11.9 (53.4) | 8.3 (46.9)  | 4.0 (39.2)   | 0.1 (32.2)   | −3.7 (25.3)   | 2.7 (36.9)    |
| Thấp kỉ lục °C (°F)                     | −40.5 (−40.9) | −42.9 (−45.2) | −37.5 (−35.5) | −23.0 (−9.4) | −6.8 (19.8) | −2.8 (27.0) | 0.9 (33.6)  | −2.9 (26.8) | −6.3 (20.7) | −19.5 (−3.1) | −23.0 (−9.4) | −34.0 (−29.2) | −42.9 (−45.2) |
| Lượng Giáng thủy trung bình mm (inches) | 36.2 (1.43)   | 30.1 (1.19)   | 33.9 (1.33)   | 42.9 (1.69)  | 52.0 (2.05) | 69.0 (2.72) | 76.9 (3.03) | 77.0 (3.03) | 60.3 (2.37) | 49.9 (1.96)  | 50.4 (1.98)  | 47.0 (1.85)   | 625.5 (24.63) |
| Nguồn 1: Records of Lithuanian climate  |               |               |               |              |             |             |             |             |             |              |              |               |               |
| Nguồn 2: Weatherbase                    |               |               |               |              |             |             |             |             |             |              |              |               |               |

## Chính trị
|                                  |                                  |
| Gitanas Nausėda Tổng thống Litva | Gitautas Palukas Thủ tướng Litva |

### Thể chế chính trị
Kể từ khi tuyên bố khôi phục độc lập vào ngày 11 tháng 3 năm 1990, nước này đã duy trì truyền thống dân chủ mạnh mẽ. Litva đã tổ chức cuộc tổng tuyển cử độc lập đầu tiên vào ngày 25 tháng 10 năm 1992, trong đó 56,75% cử tri ủng hộ hiến pháp mới. Có những cuộc tranh luận mãnh liệt liên quan đến hiến pháp, đặc biệt là vai trò của tổng thống. Một cuộc trưng cầu dân ý đã được tổ chức vào ngày 23 tháng 5 năm 1992 để đánh giá ý kiến công chúng về vấn đề này, và 41% số cử tri ủng hộ việc khôi phục chức Tổng thống. một hệ thống bán tổng thống chế đã được thống nhất.

### Tổng thống
Người đứng đầu nhà nước là Tổng thống. Tổng thống được bầu theo phổ thông đầu phiếu nhiệm kỳ 5 năm (không tại chức quá hai nhiệm kỳ liên tục). Tổng thống quyết định những vấn đề cơ bản của chính sách đối ngoại và cùng với Chính phủ, thực hiện chính sách đối ngoại. Về đối nội, Tổng thống thực hiện chức năng Tổng tư lệnh trưởng lực lượng vũ trang, đứng đầu Hội đồng Quốc phòng Nhà nước; có quyền đưa ra sáng kiến lập pháp tại Quốc hội và cũng có quyền phủ quyết các luật được thông qua bởi Quốc hội. Tổng thống đề cử Thủ tướng thành lập Chính phủ với sự đồng ý của Quốc hội và phê chuẩn thành phần Chính phủ. Tổng thống có thể giải tán Quốc hội quy định của Hiến pháp. 

Nhà Quốc hội Litva

### Quốc hội (Seimas)
Cơ quan lập pháp của Litva là Quốc hội đơn viện với 141 đại biểu, trong đó trong đó 70 đại biểu được bầu theo danh sách tranh cử của các đảng, 71 đại biểu được bầu theo cơ chế mỗi khu vực bầu một đại biểu với nhiệm kỳ bốn năm. Quốc hội nhiệm kỳ 2008-2012 được bầu ngày 12 tháng 10 năm 2008. Kết quả bầu cử: có 7 đảng và Liên minh vượt qua được ngưỡng 5% để có ghế trong Quốc hội và không đảng nào giành được số ghế đa số tuyệt đối. 
Chủ tịch Quốc hội do Quốc hội bầu với nhiệm kỳ 4 năm. 

### Chính phủ
Là cơ quan quyền lực hành pháp cao nhất. Chính phủ bao gồm Thủ tướng Chính phủ và các Bộ trưởng và do Tổng thống đề cử, bổ nhiệm, miễn nhiệm với sự chấp thuận của Quốc hội. Chính phủ điều hành các công việc của đất nước, bảo vệ sự bất khả xâm phạm lãnh thổ và đảm bảo an ninh quốc gia và trật tự công cộng; thực hiện luật, nghị quyết của Quốc hội, cũng như các nghị định của Tổng thống; điều hành hoạt động của các Bộ, cơ quan chính phủ khác; chuẩn bị dự thảo ngân sách của Nhà nước và trình Quốc hội; thực hiện ngân sách nhà nước và báo cáo về việc thực hiện ngân sách cho Quốc hội; dự thảo dự án luật và trình Quốc hội xem xét; thiết lập ngoại giao quan hệ và duy trì quan hệ với nước ngoài và các tổ chức quốc tế; và thực hiện các nhiệm vụ khác theo quy định của Hiến pháp và pháp luật. Chính phủ bao gồm 13 Bộ do Thủ tướng đứng đầu. 

### Thủ tướng
Do Tổng thống đề cử, thành lập Chính phủ (với sự đồng ý của Quốc hội) và phê chuẩn thành phần Chính phủ. Thủ tướng đương nhiệm là ông Saulius Skvernelis, là chính trị gia độc lập được 2 đảng Nông dân Xanh và Đảng Xã hội Dân chủ Litva đề cử, nhậm chức vào ngày 13 tháng 12 năm 2016.

### Phân cấp hành chính
Hệ thống hành chính hiện nay được thành lập năm 1994 và được sửa đổi vào năm 2000 để đáp ứng các yêu cầu của Liên minh châu Âu. 10 hạt của nước này (tiếng Litva: singular - apskritis, plural - apskritys) được chia thành 60 thành phố (tiếng Litva: singular - savivaldybė, plural - savivaldybės), và chia thành 500 seniūnija.
| Hạt             | Diện tích (km²) | Dân số (nghìn người) in 2015 | GDP danh nghĩa (tính theo EURO) (2016) | GDP danh nghĩa (tính theo USD) (2016) | GDP bình quân đầu người (tính theo EURO) (2016) | GDP bình quân đầu người (tính theo USD) (2016) |
| --------------- | --------------- | ---------------------------- | -------------------------------------- | ------------------------------------- | ----------------------------------------------- | ---------------------------------------------- |
| Hạt Alytus      | 5,425           | 149                          | 1.2                                    | 1.3                                   | 8,500                                           | 9,100                                          |
| Hạt Kaunas      | 8,089           | 585                          | 7.7                                    | 8.5                                   | 13,500                                          | 14,900                                         |
| Hạt Klaipėda    | 5,209           | 328                          | 4.3                                    | 4.7                                   | 13,300                                          | 14,600                                         |
| Hạt Marijampolė | 4,463           | 153                          | 1.2                                    | 1.3                                   | 8,000                                           | 8,800                                          |
| Hạt Panevėžys   | 7,881           | 237                          | 2.3                                    | 2.5                                   | 9,900                                           | 10,900                                         |
| Hạt Šiauliai    | 8,540           | 284                          | 2.7                                    | 3.0                                   | 10,000                                          | 11,000                                         |
| Hạt Tauragė     | 4,411           | 104                          | 0.7                                    | 0.8                                   | 7,400                                           | 8,100                                          |
| Hạt Telšiai     | 4,350           | 145                          | 1.3                                    | 1.4                                   | 9,400                                           | 10,300                                         |
| Hạt Utena       | 7,201           | 141                          | 1.1                                    | 1.2                                   | 8,400                                           | 9,200                                          |
| Hạt Vilnius     | 9,729           | 807                          | 16.1                                   | 17.7                                  | 20,000                                          | 22,000                                         |
| Litva           | 65,300          | 2907                         | 38.7                                   | 42.6                                  | 13,500                                          | 14,900                                         |

### Quân đội

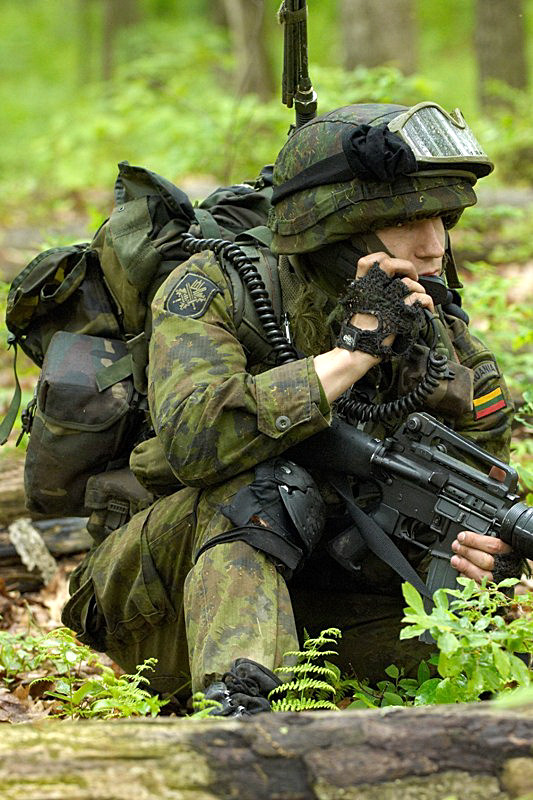
Lính của Lực lượng tình nguyện Quốc phòng Litva

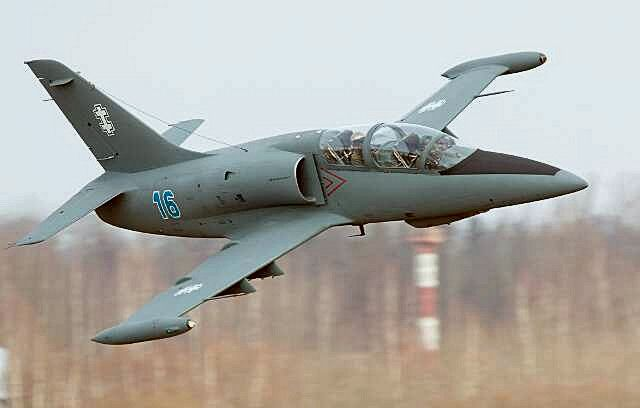
Máy bay phản lực Aero L-39ZA của Không quân Litva

Lực lượng Vũ trang Litva bao gồm 20.565 người đang phục vụ trong quân đội. 
Chế độ quân dịch trong quân đội Litva đã bị bãi bỏ từ tháng 9 năm 2008. Tuy nhiên, nó lại được đưa ra vào năm 2015 vì những lo ngại về một cuộc chiến tranh thế giới mới dưới tác động của sự căng thẳng chính trị Nga-Ukraina.
Hệ thống phòng thủ của Litva dựa trên khái niệm "bảo vệ tổng thể và vô điều kiện" được chỉ định bởi "Chiến lược An ninh Quốc gia" của Litva. Mục tiêu của chính sách quốc phòng của Litva là chuẩn bị cho xã hội của họ quyền bảo vệ chung và lồng ghép Litva vào các cấu trúc an ninh và quốc phòng của phương Tây.Bộ quốc phòng chịu trách nhiệm về các lực lượng chiến đấu, tìm kiếm và cứu hộ, và các hoạt động tình báo.
4.800 Bộ đội Biên phòng nằm dưới sự giám sát của Bộ Nội vụ và chịu trách nhiệm bảo vệ biên giới, hộ chiếu và thuế hải quan và chia sẻ trách nhiệm với hải quân về buôn lậu / buôn bán ma túy. Một bộ phận an ninh đặc biệt xử lý bảo vệ VIP và bảo mật thông tin liên lạc.
Các Lực lượng Vũ trang Litva bao gồm: Lục quân Litva, Lực lượng Không quân Litva, Lực lượng Hải quân Litva, Lực lượng Đặc nhiệm Litva và các đơn vị khác: Bộ Tư lệnh Hạm đội, Huấn luyện, Cảnh sát quân sự... Trực tiếp trực thuộc Bộ Quốc phòng là Lực lượng Đặc nhiệm và Cảnh sát Quân sự. Lực lượng Cảnh sát được đặt dưới sự chỉ huy của Lực lượng Tình Nguyện Quốc phòng Litva.

## Kinh tế
Trong Liên bang Xô Viết trước đây Litva có trình độ phát triển khá cao về nông nghiệp, công nghiệp nhẹ, hàng tiêu dùng và điện tử. Năm 1991, Litva đứng hàng thứ tư trong Liên Xô cũ về sản xuất máy công cụ (sau Nga, Ukraina, Belarus).
Sau khi tách ra khỏi Liên bang Xô Viết, kinh tế Litva lâm vào khủng hoảng trầm trọng. Chính phủ của Đảng Dân chủ Lao động lên cầm quyền (tháng 11 năm 1992), thực hiện một loạt biện pháp kinh tế tài chính cứng rắn nên đã từng bước đi vào ổn định. Từ 1998 do bất đồng giữa Thủ tướng và Tổng thống về đường lối phát triển kinh tế nên kinh tế tiếp tục suy thoái, nhiều vấn đề như nghèo khổ, thất nghiệp gia tăng; tình hình xã hội ngày càng gay gắt. Năm 2000, Chính phủ đưa ra chương trình kinh tế khắc khổ theo đó giảm 5-10% quỹ lương của cơ quan ăn lương ngân sách, tăng 10-18% giá dịch vụ công cộng; giảm 40% ngân sách trợ cấp cho những người có thu nhập thấp; cắt giảm các chương trình phúc lợi - xã hội, nhờ đó nền kinh tế dần được phục hồi.
Từ 2003 nền kinh tế tăng trưởng trên 8% mỗi năm. Năm 2008: GDP tăng 5,1% đạt 48,75 tỷ USD, lạm phát - 11%, tỷ lệ thất nghiệp - 4,8%, đầu tư chiếm 27,8% GDP.
Từ 2009, kinh tế lâm vào khủng hoảng trầm trọng, GDP sụt giảm 15%. Năm 2010: GDP đạt 35.73 tỷ USD, trong đó: nông nghiệp: 4,3%, công nghiệp: 27,6%, dịch vụ: 68,2%. Thất nghiệp tăng 17,9%. Tỷ lệ lạm phát 0,9%. Nợ công - 36,7%.
Litva bắt đầu quá trình tư nhân hoá sớm hơn các nước Baltic khác và đã hoàn thành việc tư nhân hoá nông nghiệp, xí nghiệp nhỏ, ngân hàng và hiện đang ở giai đoạn cuối của quá trình tư nhân hoá với việc tư hữu hoá các tổ hợp quốc doanh lớn trong lĩnh vực giao thông vận tải và năng lượng.
Litva có trình độ phát triển cao về các ngành nông nghiệp, công nghiệp nhẹ, hàng tiêu dùng, điện tử, cơ khí và chế tạo công cụ lao động
Ngày 1 tháng 1 năm 2015, Litva chính thức trở thành thành viên thứ 19 trong khu vực đồng Euro. Mặc dù gia nhập EU từ 11 năm trước (2004) song Litva là quốc gia cuối cùng ở khu vực Baltic gia nhập Khu vực đồng tiền chung châu Âu do đơn xin gia nhập của Litva đã bị các nhà lãnh đạo EU từ chối do tỷ lệ lạm phát tại nước này ở mức quá cao so với tiêu chuẩn châu Âu. Đây là nước cuối cùng chuyển sang sử dụng đồng euro trong số ba nước Baltic thuộc Liên Xô cũ – Estonia đã gia nhập năm 2011 và Latvia năm 2014.
Tính đến năm 2016, GDP của Litva đạt 42.776 USD, đứng thứ 87 thế giới và đứng thứ 30 châu Âu.

### Thương mại
Năm 2009, nhằm khắc phục khủng hoảng, Chính phủ của Thủ tướng Andrius Kubilius đã phát động một chiến dịch nhằm thu hút đầu tư nước ngoài và phát triển thị trường xuất khẩu.
Năm 2010: Xuất khẩu đạt 19,29 tỷ USD (16,48 - 2009). Mặt hàng chính: các sản phẩm khoáng sản - 22%, máy móc, thiết bị - 10%, hoá chất - 9%, hàng dệt may - 7%, thực phẩm - 7%, chất dẻo - 7% 
Đối tác: Nga - 13,2%, Latvia - 10%, Đức - 9,6%, Ba Lan - 7,1%, Estonia - 7,1%, Belarus - 4,7%, Anh - 4,3%. Nhập khẩu đạt 20,34 tỷ USD (17,56 tỷ - 2009). Mặt hàng chính: các sản phẩm khoáng sản, máy móc thiết bị và thiết bị vận tải, hóa chất, dệt may và quần áo, kim loại. Đối tác: Nga - 30,1%, Đức - 11,1%, Ba Lan - 9,9%, Latvia - 6,3%.

### Đầu tư
Đầu tư năm 2010 đạt 15,2% GDP. Đầu tư trực tiếp nước ngoài: 14,11 tỷ USD. Đầu tư gián tiếp ra nước ngoài: 2,507 tỷ USD.

### Các công ty lớn
- Công ty Cổ phần đóng tàu Klaipėda "Baltija": Được Bộ Công nghiệp tàu thủy của Liên Xô thành lập vào năm 1952, để xây dựng các tàu thuyền đánh cá. Từ 1992 được cổ phần hóa 96%. "Baltija" đóng tàu không chỉ cho các nước vùng Baltíc (Latvia, mà còn là nguồn cung cấp đội tàu và các công ty hàng hải trên toàn thế giới. "Baltija" xây dựng phao, sà lan, tàu thuyền đánh cá, bến tàu nổi, bến phà sông, tàu hàng khô và vận chuyển container. "Baltija" cũng cung cấp dịch vụ sửa chữa tàu.
- Công ty Đường sắt quốc gia. Là công ty nhà nước được thành lập năm từ 1860. Litva có mạng lưới đường sắt chính Litva bao gồm 1.749 km khổ rộng 1.520 mm, trong đó có 122 km được điện khí; 68 km khổ hẹp. Trong năm 2006, đường sắt Litva vận chuyển 6.200.000 hành khách và 50 triệu tấn hàng hóa. Dầu mỏ là mặt hàng vận chuyển hàng hóa chính.

## Nhân khẩu

### Tôn giáo
| Tôn giáo tại Litva (2011)    | Tôn giáo tại Litva (2011)    | Tôn giáo tại Litva (2011) | Tôn giáo tại Litva (2011) | Tôn giáo tại Litva (2011) |
| ---------------------------- | ---------------------------- | ------------------------- | ------------------------- | ------------------------- |
|                              |                              |                           |                           |                           |
| Công giáo Roma               | Công giáo Roma               |                           | 77.2%                     | 77.2%                     |
| Chính thống giáo Đông phương | Chính thống giáo Đông phương |                           | 4.1%                      | 4.1%                      |
| Chính thông giáo             | Chính thông giáo             |                           | 0.8%                      | 0.8%                      |
| Giáo hội Luther              | Giáo hội Luther              |                           | 0.6%                      | 0.6%                      |
| Thần học Calvin              | Thần học Calvin              |                           | 0.2%                      | 0.2%                      |
| Khác                         | Khác                         |                           | 0.9%                      | 0.9%                      |
| Không tôn giáo               | Không tôn giáo               |                           | 6.1%                      | 6.1%                      |
| Không xác định               | Không xác định               |                           | 10.1%                     | 10.1%                     |

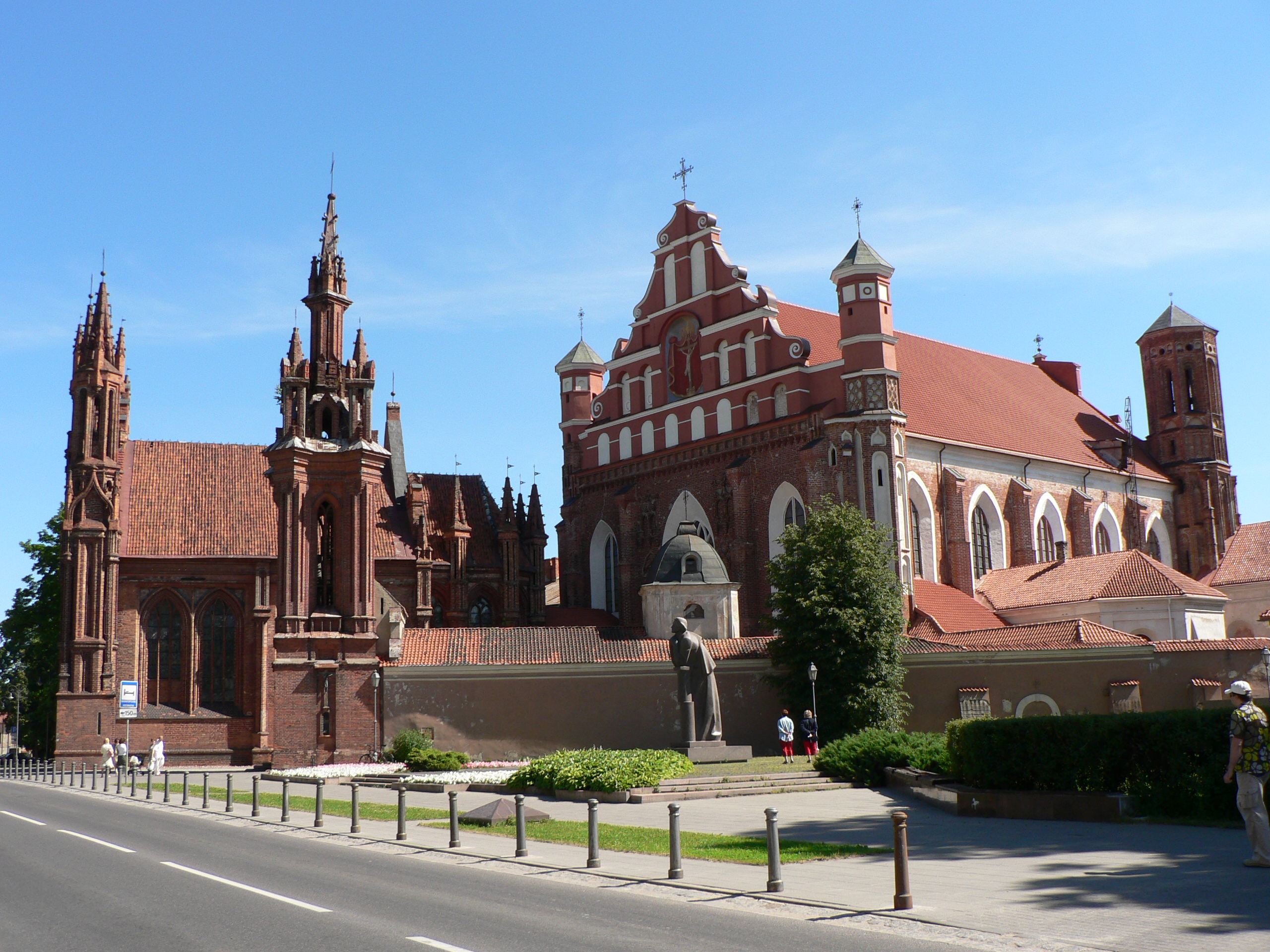
Nhà thờ Saint Ann và Tu viện Bernardine ở Vilnius

Theo điều tra dân số năm 2001, 79% dân số nước này thuộc về Giáo hội Công giáo La Mã. 
Trong nửa đầu của thế kỷ XX, Giáo hội Luther có khoảng 200.000 thành viên chiếm 9% tổng dân số, nhưng nó đã giảm kể từ năm 1945. Cộng đồng Tin Lành nhỏ được phân tán khắp vùng phía bắc và phía tây của đất nước. Tín hữu và giáo sĩ bị giết, hoặc bị tra tấn hoặc bị trục xuất tới Siberia dười thời Liên Xô. Có 4,9% dân số là Chính Thống giáo (chủ yếu là sắc tộc thiểu số Nga), 1,9% là Tin Lành và 9,5% dân số không theo bất kỳ tôn giáo nào.
Trong lịch sử, Litva còn là quê hương của một cộng đồng Do Thái giáo có từ thế kỷ XVIII, với số lượng khoảng 160.000 người trước chiến tranh thế giới hai, hầu như hoàn toàn bị tiêu diệt trong vụ thảm sát Holocaust. Giờ cộng đồng Do Thái giáo chỉ còn khoảng 3.400 vào cuối năm 2010.

### Giáo dục
Tại Litva, giáo dục được chú trọng đầu tư và phát triển hiệu quả. Hàng năm, khoảng 26% ngân sách của Chính phủ được đầu tư cho giáo dục nhằm đảm bảo nguồn hỗ trợ cho hệ thống giáo dục tiểu học và trung học kịp thời. Do đó, trình độ và chất lượng giáo dục tại Litva ở mức khá cao:
- Số lượng học sinh trung học có học lực tốt được miễn học phí khoảng 68%
- Đạt tỷ lệ gần 100% người từ 15 tuổi trở lên biết chữ
- 30,4% dân số trong độ tuổi lao động 25 – 64 tuổi hoàn thành chương trình giáo dục đại học
- 90% dân số Litva nói ít nhất 1 ngôn ngữ và 60% nói hai ngôn ngữ (Nga, Anh)

Tuy nhiên, việc tham gia vào Liên minh châu Âu năm 2004, mở rộng mội trường làm việc và lao động đã làm Litva bị nạn "chảy máu chất xám" ngày càng nhiều. Dân số đã giảm khoảng 180.000 ngàn người do di cư sang nước khác.